# Martin Veillette
 (novembre 2021).
Pour les articles homonymes, voir Veillette.
Martin Veillette (16 novembre 1936 à La Tuque au Québec) est un théologien, un philosophe, un sociologue, un professeur et un homme d'Église québécois. Il a été le huitième évêque du diocèse de Trois-Rivières de 1996 à 2012. Il démissionne en 2012, conformément au canon 401.

## Biographie
Né dans une famille de onze enfants, il étudie au séminaire Saint-Joseph et à l'Université Laval, où il obtient son baccalauréat ès arts.
Il est ordonné prêtre à Trois-Rivières le 12 juin 1960. Après des études de licence philosophique à l'Université Saint-Paul d'Ottawa, il obtient un baccalauréat en sciences sociales en 1973.
Il enseigne au cégep de Trois-Rivières et devient curé à la paroisse Sainte-Thèrèse. Laurent Noël lui donne plusieurs postes importants dans l'organisation hiérarchique diocésaine : il dirige l'office des vocations, l'office du clergé  et le Grand Séminaire de Québec et le comité diocésain au diaconat permanent.
Le 17 octobre 1986, il est nommé évêque titulaire de Valabria (de). Louis-Albert Vachon est son principal consécrateur et Mgrs Laurent Noël et Jean-Guy Hamelin sont ses principaux coconsécrateurs.
Le 21 novembre 1996, Jean-Paul II le nomme évêque de Trois-Rivières, moment où il succède à Laurent Noël. Le 9 janvier 1997 a lieu sa prise en charge officielle du siège épiscopal.
À la conférence des évêques catholiques du Canada, il préside le comité sur les communications sociales et s'occupe de l'introduction d'une pastorale de la mer tout en s'occupant des différents instituts séculiers.
À l'Assemblée des évêques catholiques du Québec, il correspond avec l'association des cimetières catholiques romains, préside dans les comités législatif et administratifs et surveille le dossier des missions.
En mai 2006, il voyage à Rome et rencontre le pape Benoît XVI, se disant impressionné de sa visite. Le pape lui encourage de ramener la place centrale de l'Eucharistie dans la célébration liturgique et de lutter contre le sécularisme subjectiviste.
En 2007, il est élu à la tête de l'Assemblée des évêques catholiques du Québec. Il présente un témoignage à la commission Bouchard-Taylor en faveur d'une laïcité ouverte.

## Prise de position

### Éthique et culture religieuse
En 2009, Martin Veillette, à titre de président de l'Assemblée des évêques catholiques du Québec, souligne l'inquiétude des évêques face au nouveau cours « Éthique et culture religieuse » alors obligatoire depuis un an en replacement des anciens cours de morale ou d'enseignement religieux. La lettre affirme notamment que les parents manquent d'information face au nouveau cours et que les enseignants ne sont pas assez formés. 

## Devise épiscopale
- « Artisan de communion »